# Eusirus meteorae
Eusirus meteorae is een vlokreeftensoort uit de familie van de Eusiridae. De wetenschappelijke naam van de soort is voor het eerst geldig gepubliceerd in 1996 door Andres.